# 힙하게
《힙하게》는 2023년 8월 12일부터 2023년 10월 1일까지 방송된 JTBC 토일드라마이다.

## 프로그램 소개
사이코메트리 초능력이 발휘되는 수의사 봉예분과 열혈 형사 문장열 콤비가 충청도 무진이라는 작은 동네의 자잘한 범죄 사건들을 해결해가면서 서로에게 물 들어가는 이야기를 그린 드라마

## 제작진

### 제작사
- 스튜디오피닉스
- SLL

### 제작
- 김석윤
- 황라경

### 극본
- 이남규: KBS 2TV 《개그콘서트》(공동 집필), KBS 2TV 《폭소클럽》(공동 집필), KBS 2TV 일일 시트콤 《달려라 울엄마》(공동 집필), KBS 2TV 일일 시트콤 《올드 미스 다이어리》(공동 집필), 도서 《올드 미스 다이어리 1, 2권》(집필), tvN 《코미디빅리그》(공동 집필), 영화 《조선명탐정: 각시투구꽃의 비밀》(각본), JTBC 일일 시트콤 《청담동 살아요》(공동 집필), 영화 《조선명탐정: 사라진 놉의 딸》(각본), JTBC 금토 드라마 《이번 주 아내가 바람을 핍니다》(공동 집필), 영화 《조선명탐정: 흡혈괴마의 비밀》(각본), JTBC 월화 드라마 《눈이 부시게》(공동 집필) 집필
- 오보현: 네이버TV 《후유증》(공동 집필), MBC 드라마 페스티발 《형영당 일기》(집필), SBS Plus 《당신을 주문합니다》(공동 집필), SBS 일일 드라마 《당신은 선물》(공동 집필) 집필
- 김다희

### 연출
- 김석윤: KBS 2TV 일일 시트콤 《멋진 친구들 1》(공동 연출), KBS 2TV 《슈퍼 TV 일요일은 즐거워》(공동 연출), KBS 2TV 《윤도현의 러브레터》(공동 연출), KBS 2TV 일일 시트콤 《달려라 울엄마》(공동 연출), KBS 2TV 일일 시트콤 《올드 미스 다이어리》(공동 연출), 영화 《올드미스 다이어리 극장판》(감독), 영화 《조선명탐정: 각시투구꽃의 비밀》(감독), JTBC 일일 시트콤 《청담동 살아요》(연출), JTBC 《퀴즈쇼, 아이돌 시사회》(공동 연출), JTBC 《신화방송》(책임 프로듀서), JTBC 《패티김 쇼》(책임 프로듀서), JTBC 《미라클 코리아》(기획), JTBC 《신의 한 수》(책임프로듀서), JTBC 《시트콩 로얄빌라》(연출), JTBC 《대단한 시집》(책임 프로듀서), JTBC 《신화방송》(책임 프로듀서), 영화 《조선명탐정: 사라진 놉의 딸》(감독), 영화 《조선명탐정: 흡혈괴마의 비밀》(감독), JTBC 주말 특별 기획 드라마 《송곳》(연출), JTBC 금토 드라마 《이번 주 아내가 바람을 핍니다》(연출), JTBC 월화 드라마 《눈이 부시게》(연출), JTBC 수목 드라마 《로스쿨》(연출), JTBC 토일 드라마 《나의 해방일지》(연출) 연출
- 최보윤

## 등장 인물
- (†) 표시는 드라마 상에서 최종적으로 사망한 인물이다.

### 주요 인물
- 한지민: 봉예분 역 - 수의사, 봉동물병원 운영, 엉덩이로 사람의 기억을 보는 초능력자. 수감자.
- 이민기: 문장열 역 - 강력반 형사.
- 수호: 김선우 역(†) - 편의점 아르바이트생, 외지인. 14회에서 예분을 위험하는 종배에게 죽임을 당한다.(2회~15회)
- 주민경: 배옥희 역 - 봉예분의 친구, 동네 슈퍼집 딸.

### 예분이네
- 양재성: 정의환 역(†) - 예분의 외할아버지, 전직 정가축병원 원장. 파킨슨병 환자.(1회~13회)
- 박성연: 정현옥 역 - 예분의 이모, 봉동물병원 근무.
- 최정인: 정미옥 역(†) - 예분의 어머니, 전 중산일보 기자.

### 경찰서 식구들
- 김희원: 원종묵 역 - 무진 경찰서 강력반 반장.
- 정이랑: 나미란 역 - 무진 경찰서 강력반 형사.
- 조민국: 배덕희 역 - 무진 경찰서 강력반 형사, 옥희의 남동생.

### 그 외 인물들
- 이승준: 차주만 역(†) - 무진시 지역구 국회의원, 재선 도전. 자신의 사무실에서 살해당한다.(1회~12회)
- 박혁권: 박종배 역 - 맥아더 장군을 모시는 생계형 무당, 기러기 아빠. 눈으로 사람의 기억을 보는 초능력자. 15회에서 연쇄살인범으로 밝혀짐.
- 박노식: 전광식 역(†) - 소 농장의 농부, 다리로 사람의 기억을 보는 초능력자. 피투성이가 된 채 예분에게 유언을 남기고 사망.(1회~14회)

### 기타 인물
- 이아주: 조애란 역
- 이휘종: 염종혁 역
- 김병희: 백 사장 역
- 김용명: 김용명 역
- 최희진: 시아양 역(†) - 첫 번째 연쇄살인 피해자.
- 심희섭: 배옥희의 남자친구 역
- 알리: 마이클 에카 고메즈 역
- 박세훈: 상준 역
- 권영국: 옥희의 아버지 역
- 이선주: 옥희의 어머니 역
- 최지혁: 박승길 역(†) - 두 번째 연쇄살인 피해자.
- 김선화: 김선화 역
- 장유화: 이지숙 역(†) - 세 번째 연쇄살인 피해자.
- 최무성: 윤덕현 역(†)
- 김채원: 이은숙 역
- 윤상훈: 강 형사 역
- 김용준: 경찰서장 역
- 미상: 경찰 역

### 특별 출연
- 홍승옥: 서프라이즈 해설을 맡은 성우(1회 목소리)
- 이정은: 이정은 역 - 서울교도소 수감자(16회)
- 장도연: TV 프로그램 진행자 역(16회)
- 서권순

## 시청률
| 2023년 | 2023년   | 2023년         | 2023년       | 2023년 |
| 회차   | 방송일   | 닐슨 시청률    | 닐슨 시청률  |        |
| 회차   | 방송일   | 대한민국(전국) | 수도권(서울) |        |
| ------ | -------- | -------------- | ------------ | ------ |
| 제1회  | 8월 12일 | 5.275%         | 5.610%       |        |
| 제2회  | 8월 13일 | 5.805%         | 6.210%       |        |
| 제3회  | 8월 19일 | 5.522%         | 5.676%       |        |
| 제4회  | 8월 20일 | 7.000%         | 7.310%       |        |
| 제5회  | 8월 26일 | 5.634%         | 5.978%       |        |
| 제6회  | 8월 27일 | 7.475%         | 7.460%       |        |
| 제7회  | 9월 2일  | 5.513%         | 5.702%       |        |
| 제8회  | 9월 3일  | 6.956%         | 7.163%       |        |
| 제9회  | 9월 9일  | 6.639%         | 7.095%       |        |
| 제10회 | 9월 10일 | 8.065%         | 8.134%       |        |
| 제11회 | 9월 16일 | 7.950%         | 8.423%       |        |
| 제12회 | 9월 17일 | 8.685%         | 9.359%       |        |
| 제13회 | 9월 23일 | 7.052%         | 7.517%       |        |
| 제14회 | 9월 24일 | 9.618%         | 10.413%      |        |
| 제15회 | 9월 30일 | 6.413%         | 7.050%       |        |
| 제16회 | 10월 1일 | 9.299%         | 9.250%       |        |

## 같이 보기
- 대한민국의 텔레비전 드라마 목록 (ㅎ)
- 2023년 대한민국의 텔레비전 드라마 목록